# 藤原真雄
藤原 真雄（ふじわら の さねお/まかつ）は、平安時代初期の貴族。藤原北家魚名流、左京大夫・藤原鷹取の子。官位は正四位下・備前守。

## 経歴
桓武朝末の延暦22年（803年）に従五位下に叙せられ、翌延暦23年（804年）近江権介に任官。
延暦25年（806年）平城天皇が即位すると従五位上・近衛少将に叙任され、天皇の近臣として近侍した。常に刀剣を帯びて天皇の車駕を守護していたとされる。のちに主殿頭を務める一方、大同3年（808年）正五位下、大同4年（809年）従四位下と順調に昇進した。同年12月に退位した平城上皇が平城京に遷幸すると、真雄は左馬頭として勤務していた馬寮の局を二分して、上皇に付き従って平城京へ移ったという。
大同5年（810年）に発生した薬子の変では、平城京から伊勢国に脱出しようとした平城上皇に対して、中納言・藤原葛野麻呂と共に脱出を思いとどまるように諫言を行ったが、真雄は天皇の輿を遮って地に伏し身命を賭して押し止めようとしたという。変の後に真雄は捕らえられて伊予守への左遷となったが、嵯峨天皇が真雄の忠義の心を知って感銘し、正四位下に昇叙させた上で、伊予守に替えて備前守に任じた。だが、任地で病に倒れ、翌弘仁2年（811年）7月8日卒去。享年45。最終官位は備前守正四位下。

## 人物
勇気や力が人並み外れており、武芸に非常に優れていた。何事も自分で処理し、性格は清廉で、他人の短所をあげつらうことがなかった。

## 官歴
『日本後紀』による。
- 延暦22年（803年） 日付不詳：従五位下
- 延暦23年（804年） 正月24日：近江権介
- 延暦25年（806年） 4月18日：近衛少将。日付不詳：従五位上
- 大同3年（808年） 7月9日：主殿頭兼備前守。11月17日：正五位下
- 大同4年（809年） 6月9日：従四位下。11月5日：見左馬頭
- 大同5年（810年） 9月10日：伊予守。9月13日：正四位下。日付不詳：備前守
- 弘仁2年（811年） 7月8日：卒去（備前守正四位下）